# 斯氏鰍
斯氏鰍為輻鰭魚綱鯉形目鰍科的其中一種，為溫帶淡水魚，被IUCN列為極危保育類動物，分布於歐洲希臘淡水流域，體長可達9公分，棲息在水淺的水塘、湧泉處，生活習性不明，因水源減少造成族群受威脅。

## 扩展阅读
維基物種上的相關：斯氏鰍